# Hardenbergstraße
Die Hardenbergstraße ist eine rund 1100 m lange Straße im Berliner Ortsteil Charlottenburg des Bezirks Charlottenburg-Wilmersdorf, die nach dem preußischen Staatsmann Karl August von Hardenberg benannt ist. Die Straße, die zwischen 1767 und 1865 Lützower Weg hieß, stellt die Verbindung zwischen Breitscheid- und Ernst-Reuter-Platz her.

## Verlauf
Die Straße beginnt an der Kaiser-Wilhelm-Gedächtniskirche am Breitscheidplatz. Auf der rechten Seite befindet sich das 1956 erbaute Kino Zoo Palast. Über die Kreuzung mit der Joachimsthaler Straße und dem Hardenbergplatz wird die Hardenbergstraße von der Trasse der Berliner Stadtbahn überspannt. Hinter der Brücke profitiert die Straße einerseits von der Geschlossenheit der – die gründerzeitliche Bauflucht einnehmenden – Gebäude, andererseits von der Öffnung des Stadtraums durch Bauten der Nachkriegsmoderne. In diesem Abschnitt folgen zunächst auf der Nordseite das repräsentative Gebäude des ehemaligen Oberverwaltungsgericht Berlin-Brandenburg und danach die ehemalige Zentrale der Berliner Bank. Neben Start-ups und Technologieunternehmen wie Ubisoft befindet sich in letztgenanntem der Sitz des Weizenbaum-Instituts. Südlich befindet sich das Amerika-Haus, das als Kultur- und Informationszentrum der USA 1957 nach Plänen des Architekten Bruno Grimmek erbaut wurde, sowie das Gebäude der ehemaligen Industrie- und Handelskammer Berlin mit dem verdeckt dahinter liegenden Ludwig-Erhard-Haus.

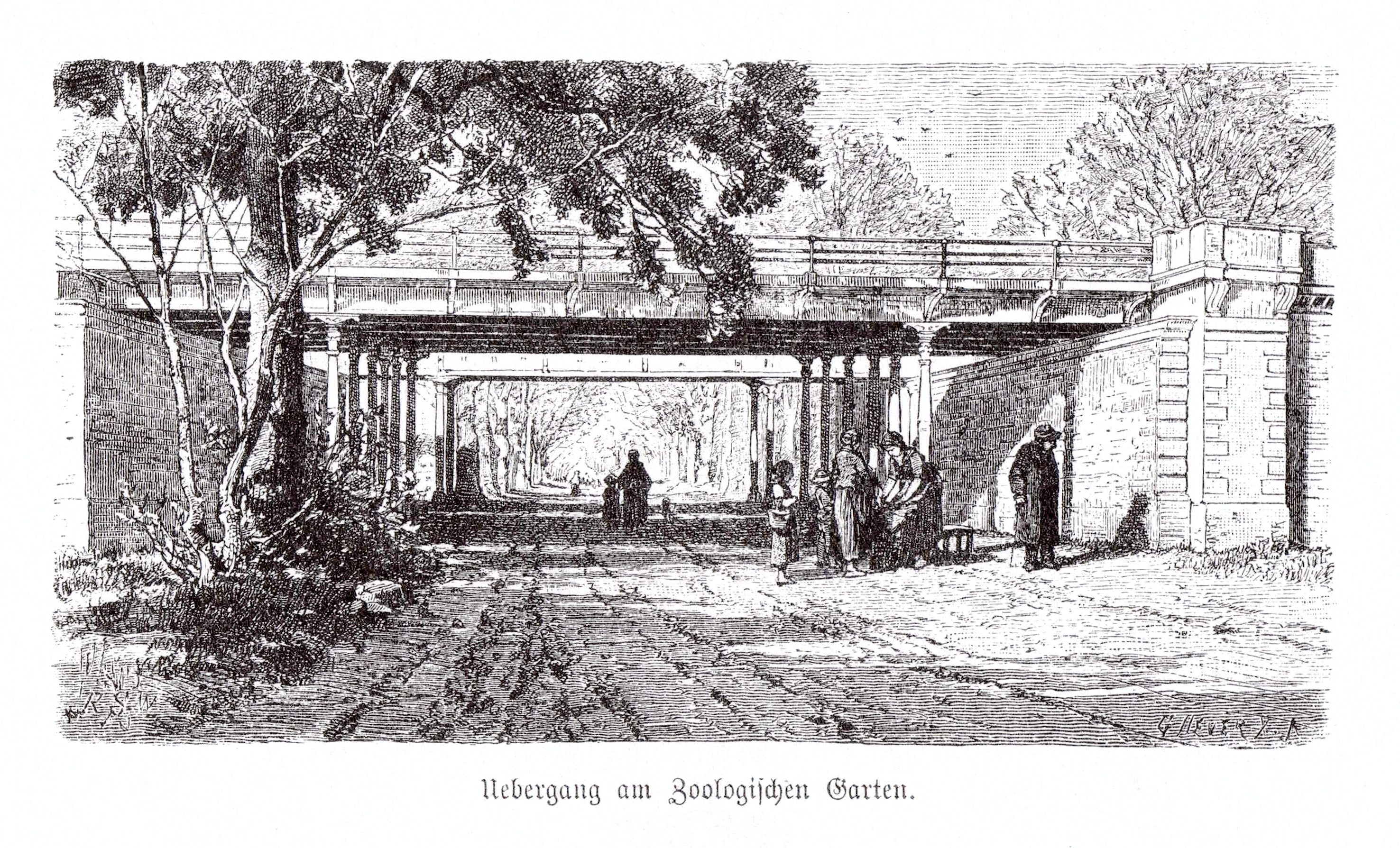
Blick in die Hardenbergstraße mit Stadtbahnbrücke, Holzstich, 1882

Hinter der Kreuzung mit der Fasanenstraße befinden sich unmittelbar der Konzertsaal der Universität der Künste (UdK) sowie dahinter der im Jahr 1902 fertiggestellte Gemeinschaftsbau der ehemaligen Hochschule für die bildenden Künste und der Hochschule für Musik, beide heute Teile der UdK. Daran schließt sich die gemeinsame Mensa von UdK und der Technischen Universität Berlin (TU) an.
Gegenüber der Mensa öffnet sich die Hardenbergstraße am Steinplatz zu einem kleinen Park. Dieser Straßenseite weiter folgend befindet sich im Haus Hardenbergstraße 10 seit den 1980er Jahren das Café Hardenberg und hat das Renaissance-Theater im Art-Déco-Stil an der Ecke zur Knesebeckstraße sein Domizil.
An der gegenüberliegenden Straßenecke, an der Hardenbergstraße 4/5, entstand zwischen 1955 und 1956 das Haus Hardenberg, als Hauptfiliale der seinerzeit renommierten Buchhandlung Kiepert. Seit deren Insolvenz, im September 2002, nutzen das siebengeschossige Gebäude unterschiedliche Mieter, u. a. ein Café, eine Versandfirma und ein Radiosender.
Gegenüber, an der östlichen Seite der Hardenbergstraße, steht ein in den 1970er Jahren errichteter Neubau, der eines der Physikalischen Institute der TU Berlin beherbergt.
Die Hardenbergstraße mündet in den Ernst-Reuter-Platz (ehemals: Knie). Diese Einmündung wurde durch das 1955–1959 errichtete Fakultätsgebäude für Bergbau und Hüttenwesen der TU Berlin von Willy Kreuer in zweierlei Hinsicht vermittelt: Zunächst führt die Längsrichtung von dessen Hochhausscheibe städtebaulich die Richtung der Hardenbergstraße in den Platz hinein. Ferner bildet sich durch das Zurücksetzen der Hochhausscheibe gegenüber der gründerzeitlichen Bebauungsflucht eine stadträumliche Erweiterung am Ende der Hardenbergstraße, sodass sie nicht unvermittelt in den weiten Raum des Platzes übergeht.

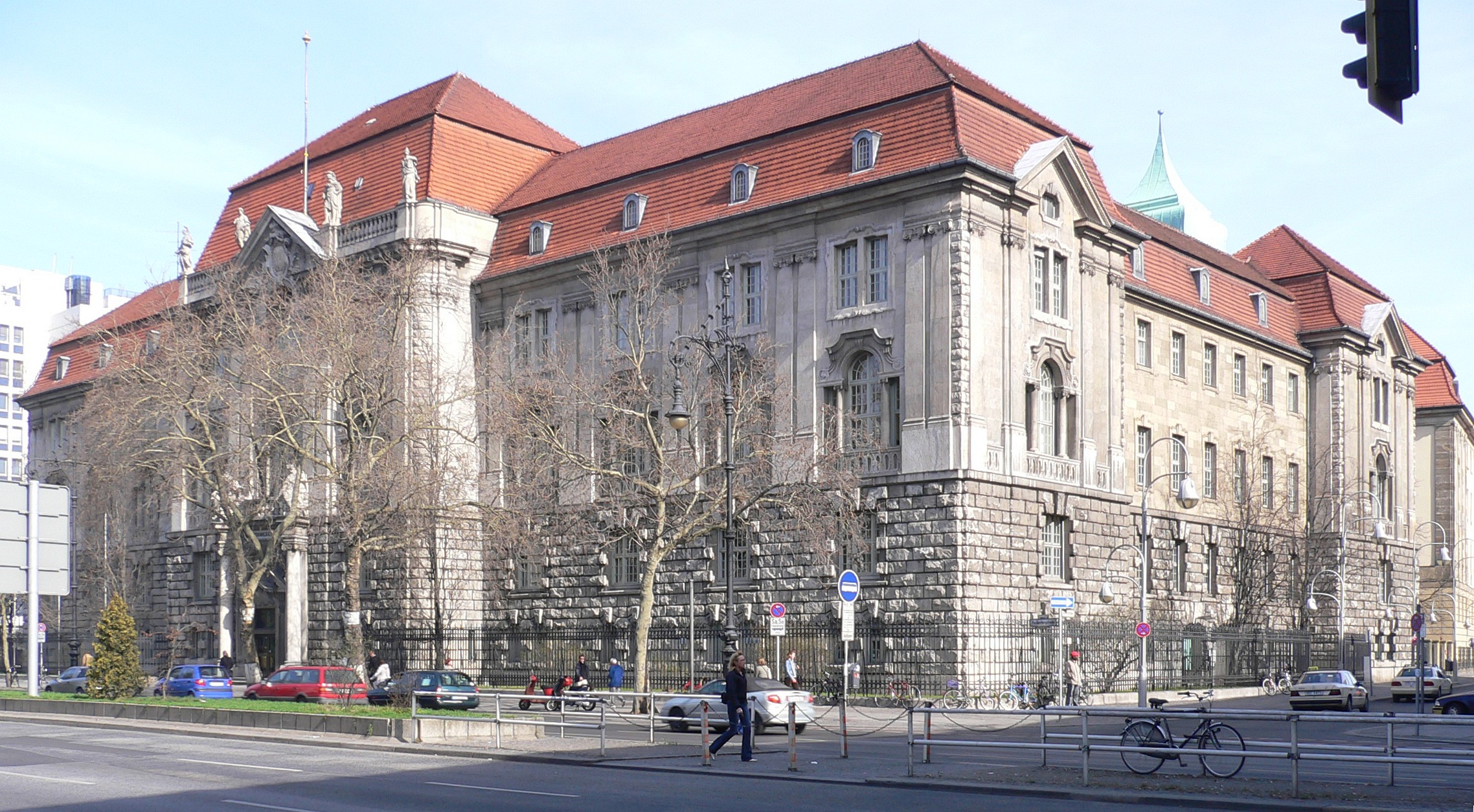
Gebäude des Oberverwaltungsgerichts Berlin-Brandenburg in der Hardenbergstraße 31
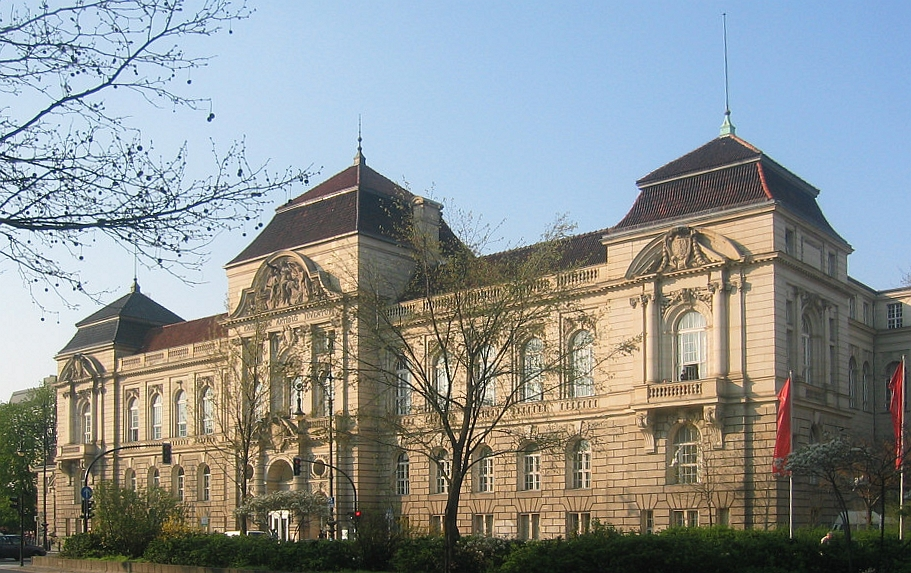
UdK-Gebäude in der Hardenbergstraße (errichtet von Kayser und von Grossheim)
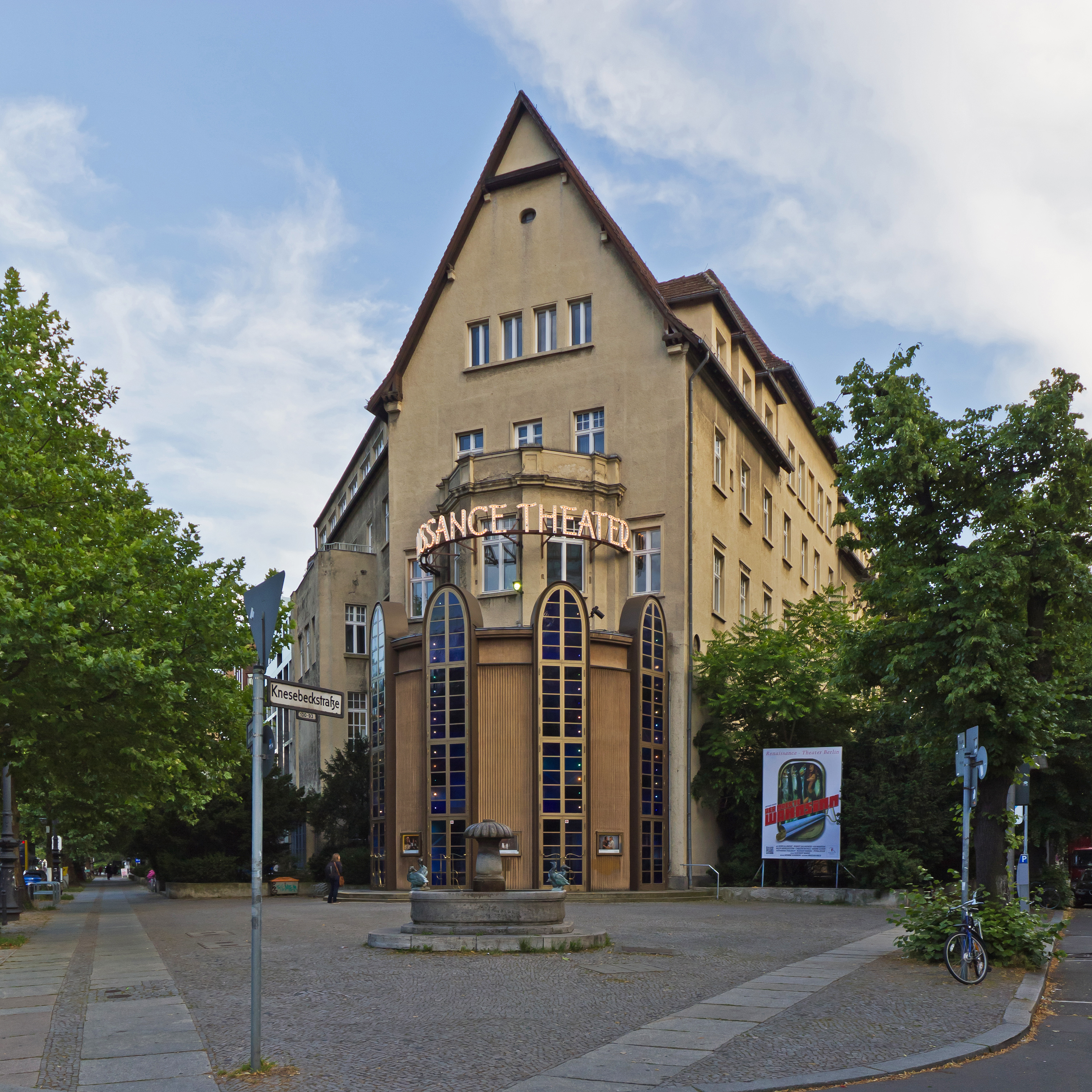
Renaissance-Theater

## Verkehrsanbindungen
Im östlichen Teil der Straße befindet sich als ehemals bedeutendster Fernbahnhof West-Berlins der Bahnhof Zoologischer Garten. Hier halten Züge der S-Bahn, Regionalbahnen, Regional-Express- sowie Nachtzüge. Die Hardenbergstraße wird auf voller Länge von der U-Bahn-Linie U2 unterquert, wobei der U-Bahnhof Ernst-Reuter-Platz den westlichen Abschluss der Straße bildet. Bis zur Umstellung der Linie 55 auf Busverkehr am 2. Oktober 1967 verkehrten Straßenbahnen auf der Hardenbergstraße.